# Non-Intercourse Act (1809)

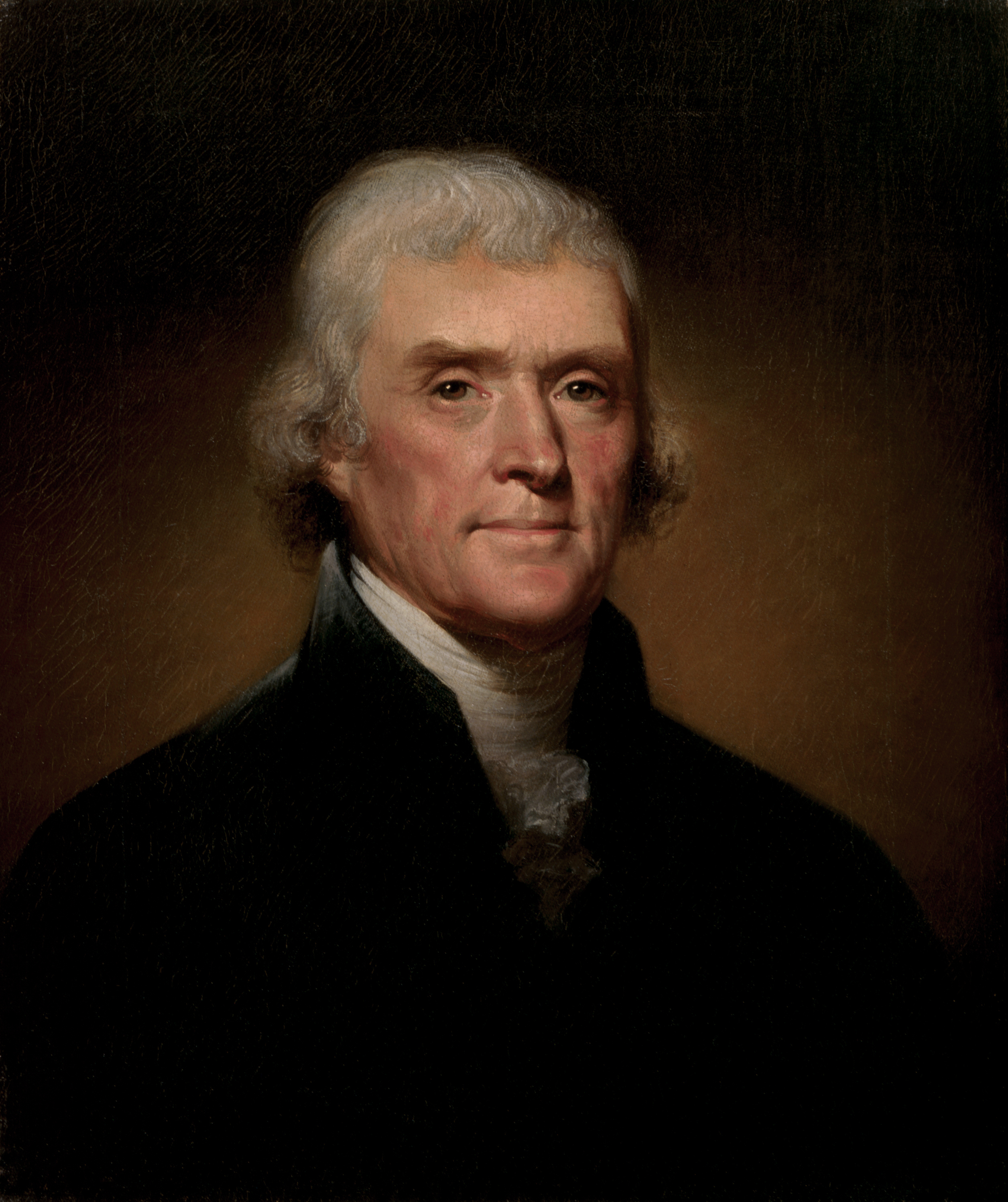
Portrait officiel du président Thomas Jefferson

Au cours des seize derniers jours de la présidence de Thomas Jefferson le Congrès a remplacé la Loi sur l'embargo de 1807 par le presque inapplicable Non-Intercourse Act  de mars 1809. Cette loi a levé tous les embargos sur la navigation américaine à l'exception de ceux à destination des ports britanniques ou français. Son intention était de nuire aux économies du Royaume-Uni et de la France. À l'instar de son prédécesseur, la Loi sur l'embargo, elle était essentiellement inefficace et contribua à l'avènement de la guerre de 1812 . En outre, elle a gravement endommagé l'économie des États-Unis. Le Non-Intercourse Act a été suivi Macon's Bill Number 2 (en). Bien qu'il ait nui à l'économie dans son ensemble, le projet de loi a aidé l'Amérique à s'industrialiser, car aucun produit manufacturé britannique ne pouvait être importé, de sorte que ces produits devaient plutôt être produits dans le pays.